# Centre du monde
Les éditions Centre du monde sont un label de bande dessinée de l'île de La Réunion, créé[Quand ?] par l'association Band' Décidée qui, par ailleurs, publie la revue Le Cri du Margouillat. Centre du Monde édite des albums de bandes dessinées, pour certaines publiées dans la revue réunionnaise ou bien inédites, des albums illustrés pour la jeunesse, ou plus généralement des ouvrages en lien avec les arts graphiques dans la zone océan Indien.

## Catalogue
- Tiburce, Téhem, 4 tomes noir et blanc, 1996, 1998, 1999, 2001
- Îles en bulles, Christophe Cassiau-Haurie, 1996
- Cases en tôle, Appollo et Serge Huo-Chao-Si, 1999
- Dans les Hauts, collectif, 2001
- Le Temps béni des colonies, Hobopok, 1998 (réédition 2011)
- Retour d'Afrique, Anselme[3], 1999
- La Ti-Do, Li-An, 1999
- Marmites créoles, collectif, 2010
- Musiques créoles, collectif, 2011
- Légendes créoles, collectif, 2013
- Argt, Flo, 2013
- Labo Marg, collectif, 2014
- Chaleurs créoles, collectif, 2015
- Tiburce L'Intégrale, Téhem, 2 tomes couleurs, 2018, 2019
- Une petite île, Issa Boun et Edwina Leclerc, 2020
- L'Art et la Manière de Michel Faure, Jean-Christophe Dalléry, 2020
- Aux Archives !, Appollo et Téhem, 2020
- Dan péï la frai, Anjale, 2021
- Voyages en Lémurie, Natacha Eloy et Maca Rosee, 2021
- Laïka et tous les autres, Sara Quod, 2021